# Маскатин (Ајова)
Маскатин (енгл. Muscatine) град је у америчкој савезној држави Ајова. По попису становништва из 2010. у њему је живело 22.886 становника.

## Демографија
Према попису становништва из 2010. у граду је живело 22.886 становника, што је 189 (0,8%) становника више него 2000. године.
| Група             | 2000.          | 2010.          |
| Белци             | 19.294 (85,0%) | 18.076 (79,0%) |
| Афроамериканци    | 245 (1,1%)     | 535 (2,3%)     |
| Азијати           | 148 (0,7%)     | 187 (0,8%)     |
| Хиспаноамериканци | 2.791 (12,3%)  | 3.794 (16,6%)  |
| Укупно            | 22.697         | 22.886         |